# Joseph Puccar
Joseph Puccar est un footballeur français né le 6 mars 1932 à Roubaix (Nord) et mort le 8 novembre 1994 à Nice. 
Il a évolué comme demi au CO Roubaix-Tourcoing et à l'US Valenciennes Anzin. Ce bon technicien avait une excellente frappe du pied gauche.

## Palmarès
- Finaliste de la Coupe Charles Drago en 1959 avec l'US Valenciennes Anzin